# Penemia ignota
Penemia ignota is een mosdiertjessoort uit de familie van de Candidae. De wetenschappelijke naam van de soort is, als Menipea ignota, voor het eerst geldig gepubliceerd in 1981 door Hayward.